# Marja Młynkowa

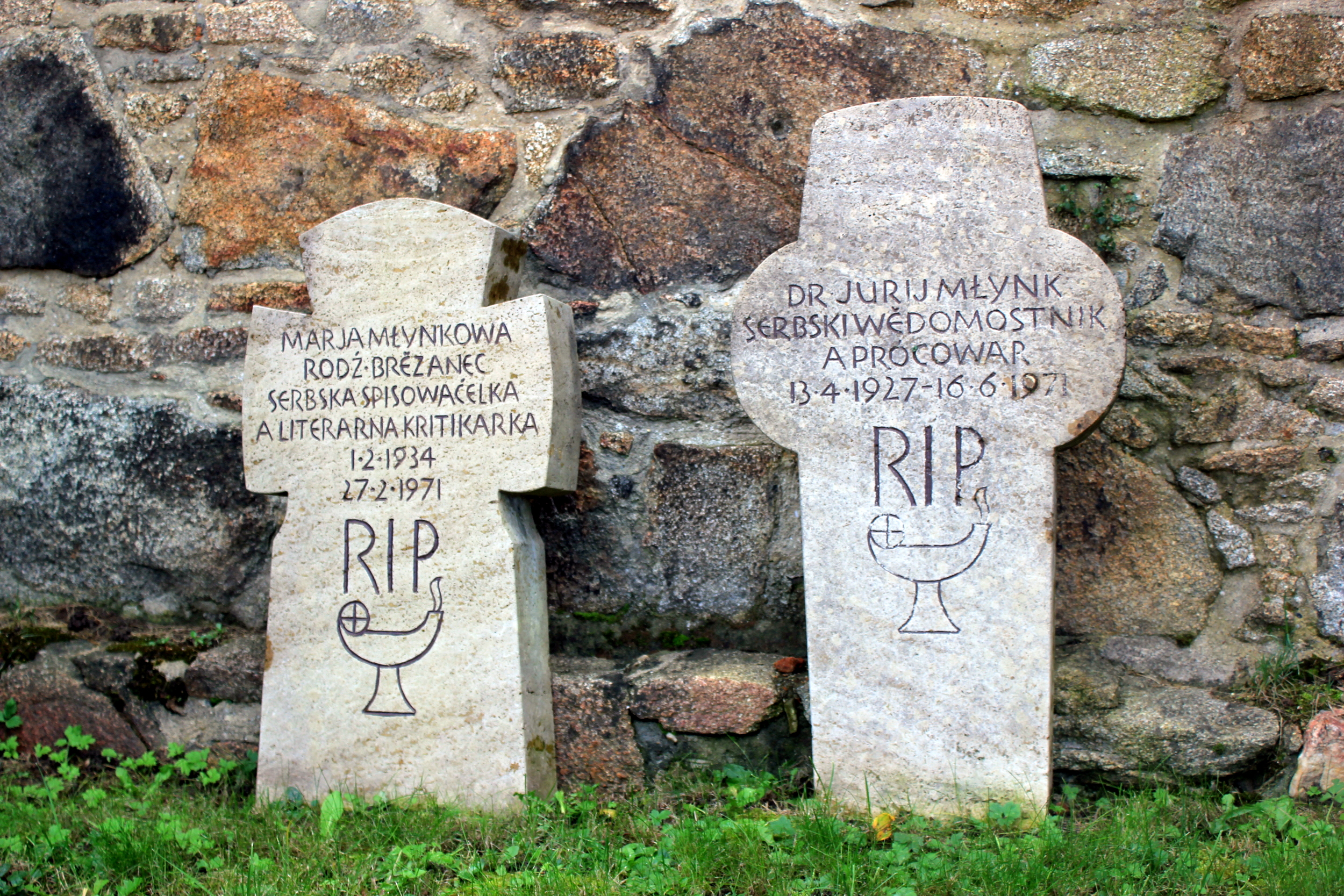
grób Marji Młynkowej na cmentarzu w Budyskim Mikławšku

Marja Młynkowa, (ur. 1 lutego 1934 w Tomisławiu, zm. 27 lutego 1971 w Budziszynie), górnołużycka pisarka, krytyk literacki i historyk literatury.
Na Łużycach od 1945. W latach 1955–1960 redaktor w wydawnictwie Ludowe Nakładnistwo Domowina. Tworzyła liczne opowiadania o charakterze lirycznym, zebrane w tomach Kostrjanc a čerwjeny mak (1965) i Za płotom (1977, pośmiertnie), a także najwybitniejsza w jej dorobku literackim powieść Dny w dalinje (1967) – o dramatycznych losach rodziny łużyckiej w czasach hitleryzmu. Młynkowa tworzyła także recenzje utworów literackich w łużyckich i niemieckich czasopismach literackich (wybór krytycznoliterackich tekstów autorki zawiera antologia Z wótrym wóčkom, 1973) oraz utwory dla dzieci. Żona literaturoznawcy, poety oraz działacza kulturalnego, Jurija Młynka; matka pisarki Měrki Mětowej.